# 王郭三嵕庙
王郭三嵕庙，位于山西省长治市长子县宋村乡王郭村，是一处山西省文物保护单位。
2021年8月4日，王郭三嵕庙公布为第六批山西省文物保护单位，年代为金、清，古建筑类，编号6-162。